# Декларација против насиља над женама
Декларација против насиља над женама (скраћено DEVAW) усвојена је без гласања на Генералној скупштини Уједињених нација одлуком 48/104 од 20. децембра 1993. Садржи препознавање „хитне потребе за универзалном применом права и принципа жена у погледу једнакости, сигурности, слободе, интегритета и достојанства као свих људских бића“. Позива се на, и оличава иста права и принципе као оне садржане у инструментима као што су Универзална декларација о људским правима, а и чланови 1 и 2 пружају најчешће коришћену дефиницију насиља над женама. 

## Позадина
Међународно признање да жене имају право на живот без насиља је настало недавно, око 1970. Историјски гледано, њихова борба са насиљем и некажњивошћу која често штити починиоце повезана је са њиховом борбом за превазилажење дискриминације. Од свог оснивања, Уједињене нације су се бавиле унапређењем женских права путем институција као што је Комисија Уједињених нација за статус жена (CSW), али нису посебно циљале на високе стопе жена које су биле мета насиља до почетка 1990-их. Конвенција о уклањању свих облика дискриминације жена из 1979. године (CEDAW) никада није помињала насиље над женама; Бечка декларација и програм акције (VDPA) из јуна 1993. био је први међународни документ који је изричито осудио насиље над женама. DEVAW резолуција развијена је као продужење CEDAW конвенције, и изричито наводи да је јачање и допуњавање ове конвенције један од његових циљева. 

У септембру 1992. CSW (комисија) је именовала посебну радну групу за припрему нацрта декларације против насиља над женама. Један од циљева резолуције био је срушити владајући став владе да је насиље над женама приватна, домаћа ствар која не захтева државну интервенцију. У то време је било познато да је премлаћивање супруга (често груписано под појмовима „породично насиље“ или „насиље интимних партнера“) најчешћи облик насиља над женама. На пример, Левинсон (1989) је открио да је у 86% од деведесет проучаваних култура било насиља мужева над њиховим женама; друге студије у то време показале су сличан међукултурни образац. Последице таквог насиља по здравље биле су знатне; на пример, у Сједињеним Државама био је водећи узрок повреда код жена, 22–35% жена које су посетиле службе хитне помоћи учинило је то због симптома злостављања партнера, а премлаћивање супруга 4–5 пута чешће довело је до потребе за психијатријско лечење и 5 пута чешће за покушаје самоубиства него код других жена. Штавише, сексуално насиље, укључујући силовање, све више је препознавано као проблем који погађа значајан проценат свих жена. Поводом обележавања Међународног дана жена 8. марта 1993. године, генерални секретар Бутрос Бутрос-Гали издао је изјаву у припреми декларације у којој је изричито назначио улогу УН у „промоцији“ и „заштити“ женских права: 
Борба за женска права и задатак стварања нових Уједињених нација, способних да промовишу мир и вредности које је негују и подржавају, једно су исто. Данас - више него икад - проблем жена проблем је читавог човечанства.

## Дефиниција насиља над женама
Према концептуалној белешци Међународне експертске групе за борбу против насиља над женама и девојкама из јануара 2012. године, чланови 1. и 2. Декларације дају „најчешће коришћену дефиницију насиља над женама и девојкама“; ову тврдњу понавља Џеки Тру (2012). 
Члан први:

 У сврху ове Декларације, израз „насиље над женама“ означава било који чин родно заснованог насиља који резултира или ће вероватно довести до физичке, сексуалне или психолошке штете или патње за жене, укључујући претње таквим делима, принуда или самовољно лишавање слободе, било да се дешава у јавном или у приватном животу.
Члан други:

 Насиље над женама подразумева се да обухвата, али се не ограничава на следеће:
(а), физичко, сексуално и психолошко насиље које се догађа у породици, укључујући премлаћивање, сексуално злостављање женске деце у домаћинству, мираз - повезано насиље, брачно силовање, генитално сакаћење и друге традиционалне праксе штетне за жене, не-супружничко насиље у вези са експлоатацијом;
(б) Физичко, сексуално и психолошко насиље које се дешава унутар опште заједнице, укључујући силовање, сексуално злостављање, сексуално узнемиравање и застрашивање на послу, у образовним институцијама и другде, трговину женама и присилну проституцију;
(ц) Физичко, сексуално и психолошко насиље које је починила или одобрила држава, ма где се десило.

## Утицај
Декларација против насиља над женама имала је утицај на развој неколико других инструмената и институција за људска права:
- Специјални известилац Уједињених нација за насиље над женама: DEVAW је био један од докумената на које се Комисија УН за људска права позвала у Резолуцији 1994/45 усвојеној 4. марта 1994.[16] у којој је одлучила да именује Радику Кумарасвами за свог првог Специјалног известиоца за насиље над женама, укључујући његове узроке и последице. Специјални известилац има мандат да прикупља и анализира податке влада, уговорних тела, специјализованих агенција, невладиних организација и других заинтересованих страна и да ефикасно одговара на такве информације. Даље, они такође имају улогу у давању препорука на међународном, националном и регионалном нивоу, као и у повезивању са другим специјалним известиоцима, посебним представницима, радним групама и независним експертима Комисије за људска права.[17]
- Међуамеричка конвенција о спречавању, кажњавању и искорењивању насиља над женама (Belém do Pará Convention): DEVAW се помиње у преамбули Конвенције Белем до Пара од 9. јуна 1994.[18]
- Међународни дан борбе против насиља над женама: Резолуција УН 54/134 од 17. децембра 1999, којом је 25. новембар признат као Међународни дан борбе против насиља над женама, позвала се на Декларацију против насиља над женама (Резолуција УН 48/104) два пута.[19]

## Проблеми
Многе заговорнице женских права које верују у људска права изразиле су забринутост да је већи део положаја стечен декларацијом угрожен порастом конзервативнијих снага у међународној заједници. У марту 2003. године, током састанка Комисије УН-а за статус жена, делегат из Ирана успротивио се укључивању параграфа који је позвао владе да „осуде насиље над женама и уздрже се од позивања на било који обичај, традицију или верско разматрање да избегну своје обавезе у вези са његовим уклањањем како је наведено у Декларацији против насиља над женама“. Представници Египта, Пакистана, Судана и САД такође су изнели примедбе; што је био први дипломатски неуспех у Комисији УН-а за статус жена. 

## Кампање
Сваке године Међународним даном борбе против насиља над женама започиње 16 дана активизма против родно заснованог насиља. Организације за људска права, као што су Центар за женско глобално лидерство, Унифем, Жене неће чекати, Жене за промену, Помоћ женама и друге групе удружују се како би говориле против родног насиља и промовисале права и принципе декларације. Упечатљив корак који је предузет за окончање насиља са којим се жене суочавају покренут је 2008. године и познат је под називом „Уједините се да зауставите насиље над женама“. Ово има за циљ подизање свести јавности о проблему и окончање насиља са којим се жене и девојке суочавају широм света. Само су 2 од 3 земље забраниле насиље у породици и 37 земаља које изузимају сексуалне починитеље од кривичног гоњења ако су или венчани са жртвом или ће ускоро бити венчани са жртвом. Такође постоји 49 земаља које до данас немају законе који ће штитити жене од насиља у породици.

Дана 10. априла 2009. године, Амнести интернашонал одржала је демонстрације у Нарајангјату у Непалу, како би истакла невоље активисткиња за женска права након што непалска држава није успела да заштити двоје активиста од насилних напада и, коначно, њиховог убиства. Упркос ратификацији декларације, Непал се није придржавао члана 4-ц који предвиђа јасну обавезу држава да: 
Спроводе дужну пажњу како би спречили, истражили и, у складу са националним законодавством, казнили дела насиља над женама, без обзира да ли их чине држава или приватна лица.